# Anderson (Indiana)
Anderson ist eine City im Madison County, Indiana, Vereinigte Staaten. Sie ist Verwaltungssitz des Countys. Laut Volkszählung im Jahr 2020 hat die Stadt 54.788 Einwohner. Sie erhielt ihren Namen nach ihrem Gründer, dem Lenni Lenape Chief William Anderson (Lenape). Die lokale High School ist die Anderson High School.
Anderson liegt ca. 65 km nordöstlich von Indianapolis, der Hauptstadt des US-Bundesstaates Indiana.

## Einwohnerentwicklung
| Jahr | Einwohner¹ |
| ---- | ---------- |
| 1980 | 64.695     |
| 1990 | 59.518     |
| 2000 | 59.734     |
| 2010 | 56.129     |
| 2020 | 54.788     |

1980–2020: Volkszählungsergebnisse

## Geschichte
1798 kam der schwedischstämmige Chief Anderson, William Anderson (um 1755–1831), von Marietta, Pennsylvania, her ins unbesiedelte Anderson, wo er sich mit seiner indianischen Frau niederließ und für seine Familie ein Haus erbaute.
1880 wurde in Anderson durch John Winnebrenner die General Eldership of the Church of God in North America gegründet, die aus der methodistisch geprägten Heiligungsbewegung entstanden ist. Später wurde sie in Church of God (Anderson) umbenannt.

## Wirtschaft
Die drei größten Arbeitgeber in Anderson sind (Stand April 2022) das Ascension St. Vincent Anderson
Hospital (mit Nebenbetrieben rund 2600 Mitarbeiter), das Community Hospital (mit Nebenbetrieben rund 1400) und ein Werk von Nestlé USA (mit Verteilzentrale rund 800).

## Partnerstädte
Partnerstadt ist Bernburg an der Saale in Deutschland.

## Persönlichkeiten
- John P. Austin (1906–1997), Szenenbildner
- Gary Burton (* 1943), Jazz-Vibraphonist
- Juanita Coulson (* 1933), Schriftstellerin
- Mary Beth Dunnichay (* 1993), Wasserspringerin
- Ray Enright (1896–1965), Filmregisseur
- Paul „Potsy“ Goacher (1917–1986), Rennfahrer
- William Leo Higi (1933–2025), römisch-katholischer Bischof von Lafayette in Indiana
- Paul David Hoffman (1952–2010), Philosoph, Philosophiehistoriker und Hochschullehrer
- Jeffrey Hoover (* 1959), Komponist und Maler
- Mack Mattingly (* 1931), Politiker
- Phill Niblock (1933–2024), Multi-Media-Künstler und Komponist